# 箕子朝鮮

箕子朝鮮

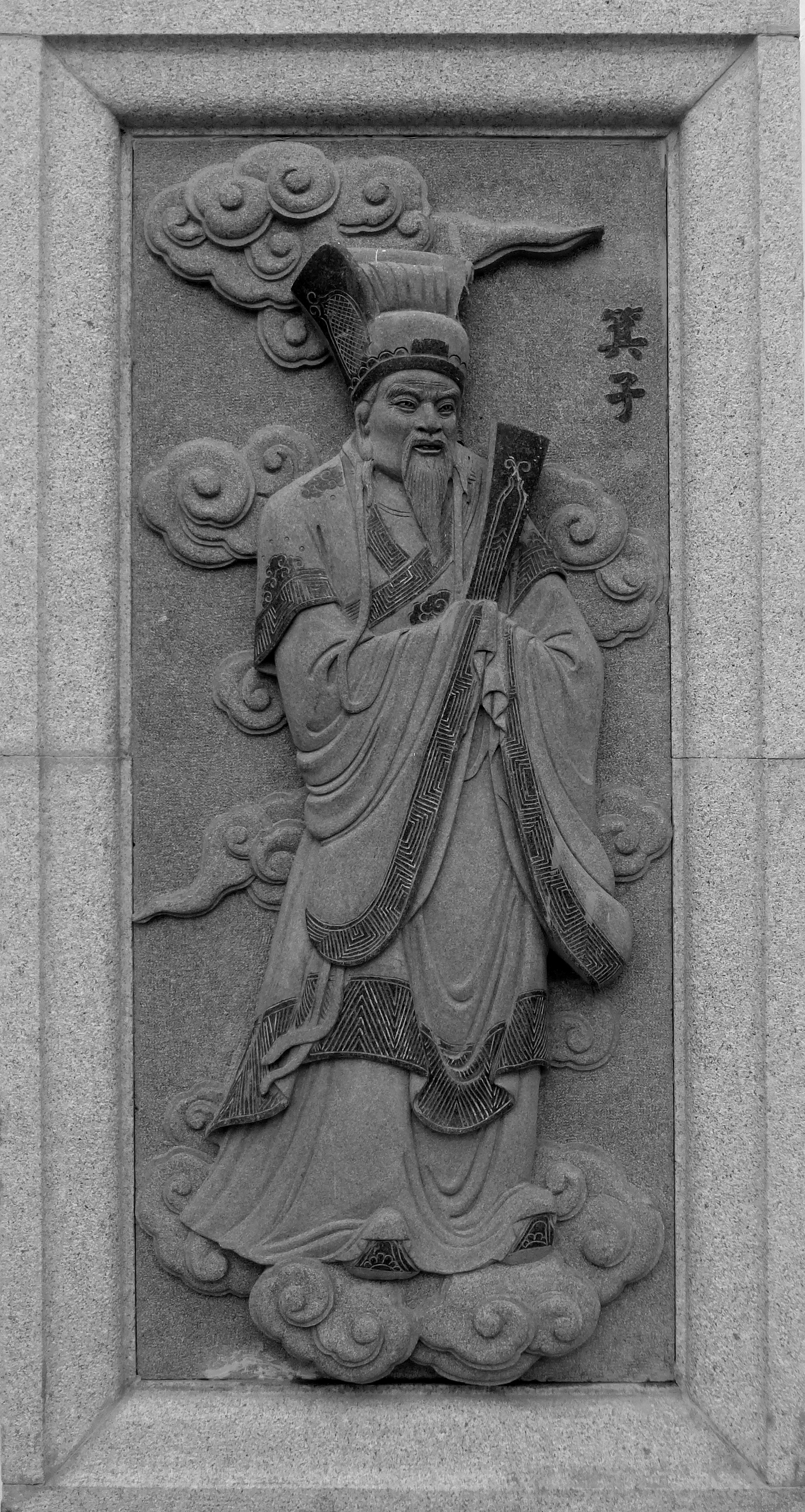
箕子

箕子朝鮮（きしちょうせん、紀元前12世紀? - 紀元前194年）は、中国の殷に出自を持つ箕子が建国した朝鮮の古代国家。古朝鮮の一つ。首都は王険城（現在の平壌）。『三国志』「魏志」東夷伝 辰韓条、『魏略』逸文などに具体的な記述があり、考古学的発見からは、箕の姓を持つ人々が殷朝から周朝にかけて中国北部に住んでおり、殷周革命により、満州、朝鮮へと移住した可能性が指摘されている。

## 概要
『史記』によれば、始祖の箕子（胥余）は中国の殷王朝28代文丁の子で、太師となるに及び、甥の帝辛（紂王）の暴政を諌めた賢人であった。殷の滅亡後、周の武王は箕子を崇めて家臣とせず、朝鮮に封じた。朝鮮侯箕子は殷の遺民を率いて東方へ赴き、礼儀や農事・養蚕・機織の技術を広め、また犯禁八条を実施して民を教化したので、理想的な社会が保たれた。
建国後の動向はほとんど伝わらない。『魏略』の逸文によると、箕子の子孫は朝鮮侯を世襲したが、東周が衰退すると王を僭称するようになり、周王朝を尊んで燕を攻撃しようとした。しかし大夫の礼（人名）が朝鮮王を諌めたので、王は攻撃を中止して、逆に燕に礼を派遣したので燕は朝鮮を攻めるようなことはなかった。以降からその子孫は驕慢になり、燕の将軍秦開に攻めこまれ二千里の領土を奪われ、満潘汗（平安北道の博川江の西岸）を国境に定めた。そのため朝鮮はついに弱体化した。秦が天下を統一すると、その勢力は遼東にまで及び、これを恐れた朝鮮王否は秦に服属した（紀元前214年）。その子の準王（箕準）の代になると、秦の動乱により燕・斉・趙から朝鮮へ逃亡する民が増加したため、王は彼らを西方に居住させた。ところが紀元前195年、前漢の劉邦配下である燕王盧綰の部将であった衛満が箕子朝鮮に亡命して来た。衛満は準王の信任を得て辺境の守備を担当するも、翌年に逃亡民勢力を率いて王倹城を攻落し王権を簒奪して、衛氏朝鮮を興した。ここに40余世続く箕子朝鮮は滅びた。
『後漢書』には「初、朝鮮王準為衛滿所破、乃將其餘衆數千人走入海、攻馬韓、破之、自立為韓王（はじめ、朝鮮王準が衛満に敗れ、数千人の残党を連れて海に入り、馬韓を攻めて、これを撃ち破り、韓王として自立した）」と記されており、衛満に敗れた準王は数千人を率いて逃亡し、馬韓を攻めて韓王となった。
矢木毅によると、箕子が朝鮮において、人民教化したことは、『漢書』巻二十八下、地理志下、燕に、
とあり、楽浪郡支配下の朝鮮人に箕子の人民教化による公序良俗が残存していることを伝えており、楽浪郡支配下の朝鮮の豪族たちが、自らのルーツを箕子による人民教化に結びつけ、周辺民族よりも文明人であると自負しており、この白負は、楽浪郡滅亡後、漢人の支配から解き放たれた朝鮮の豪族たちが、高句麗の支配下で、三韓の支配下で、高句麗や三韓の豪族たちに継承され、後の新羅による三韓統一により、箕子朝鮮は三韓全体のルーツとして位置づけられることになった。
『旧唐書』東夷伝によると、遼東の地は、周代は箕子の国、漢代は玄菟郡であった。『隋書』裴矩伝には、高麗の地はもともと孤竹国で、周代にその地に箕子を封じ、漢代は三郡に分かれて、晋も遼東を支配したと記録されている。このような箕子朝鮮に関する遼東の歴史記述は、李氏朝鮮時代の学者たちに多くの混乱をもたらした。
1955年、遼寧省凌源市海島営子村の村民である唐永興と張懐仁によって、殷周時代の青銅器16点が発掘された。現在青銅器は、遼寧省博物館に所蔵されている。青銅器の特徴は、同時期の殷周の青銅器と酷似しており、この時期の中国東北部ではこのレベルの青銅器を鋳造できなかったことから、遼西周辺に殷人が移住したと考えられる。1973年春、遼寧省カラチン左翼モンゴル族自治県北洞村で考古学者が発掘した青銅器の方鼎には「㠱侯」と銘文されていた。殷代の甲骨文字卜辞に「㠱侯、王其」の文字があることから、「㠱」とは「箕」のことであることがわかる。すなわち、「箕侯」の意味を持つ「㠱侯」と方鼎に銘文されていた。また、河南省安陽市で出土した「父己」の方鼎と形状が酷似していることから、殷末から周初にかけての方鼎であることも確認された。同年、同県でさらに6つの青銅器が発掘されたが、発掘された罍の青銅器には「父丁、孤竹、亞微」と銘文されており、罍は、孤竹国の君主亞微が父丁のために鋳造したことが示されている。箕侯と孤竹国の君主の同時期の青銅器が遼寧省西部にあることは、「箕子朝鮮は孤竹国にあった」という史料を裏付けるものである。
『庾開府集・週隴右總管長贈少保豆盧公神道碑』には、「朝鲜微（「微」は「箕」の誤記）子之封，孤竹伯夷之国。」とある。孤竹国は遼西に位置していたが、殷の祖先が住んでいたのも遼西であり、遼西で出土した箕侯の青銅器と孤竹国の青銅器は酷似しており、遼西で出土した箕侯の青銅器と孤竹国の青銅器の出土場所は近接している。すなわち、「窖藏」という所謂「孤竹銅器」の一号坑と「箕侯銅器」の二号坑の距離は僅かに3.5メートルである。
箕子朝鮮の境界は、当初は遼西の孤竹国に位置していたが、時代とともに変遷したという説がある。このことは、遼西で出土した後期殷代の青銅器の方鼎の底部中央に「亚侯」と刻まれていることからも窺える。その後、燕国が強大化するにつれ、朝鮮北部に退却した。
箕子が封ぜられた箕子朝鮮領（現在の遼東・北朝鮮）から出土した青銅器は、琵琶形銅剣は同時期の殷周の類似武器とは異なり地方色がみられるが、祭祀用・生活用の青銅器は同時期の殷周の青銅器と同じであり、それらの殷周と同じ青銅器が多く出土している。